# 단면 곡률
리만 기하학에서 단면 곡률(斷面曲率, 영어: sectional curvature)은 특정한 접평면에 대한 방향으로 리만 다양체가 굽는 양을 나타내는 실수이다. 단면 곡률에 상한 또는 하한을 가하면, 리만 다양체의 다양한 미분기하학·미분위상수학적 정보를 유추할 수 있다.

## 정의
리만 다양체 {\displaystyle (M,g)} 위의 점 {\displaystyle x\in M} 및 접공간 {\displaystyle T_{x}M}의 2차원 부분 벡터 공간 {\displaystyle \sigma \subset T_{x}M}이 주어졌다고 하자. 그렇다면, 임의로 기저
{\displaystyle \sigma =\operatorname {Span} \{u,v\}}
를 고르자. 접벡터 {\displaystyle u,v\in T_{x}M}에 대하여, {\displaystyle \sigma } 방향의 단면 곡률 {\displaystyle \operatorname {sect} (\sigma )}는 다음과 같다.
{\displaystyle \operatorname {sect} (\sigma )=\operatorname {sect} (u,v)={\frac {g(\operatorname {Riem} (u,v),u)}{g(u,u)g(v,v)-g(u,v)^{2}}}}
여기서 {\displaystyle \operatorname {Riem} }은 리만 곡률 텐서이다. {\displaystyle \operatorname {sect} (\sigma )}는 {\displaystyle \sigma }의 기저 {\displaystyle (u,v)} 및 방향에 의존하지 않음을 보일 수 있다.
리만 다양체 {\displaystyle (M,g)} 위에, 2-그라스만 다발 {\displaystyle \operatorname {Gr} (2,TM)}을 정의할 수 있다. 즉, 2-그라스만 다발의 {\displaystyle x\in M}에서의 올은 그라스만 다양체 {\displaystyle \operatorname {Gr} (2,T_{x}M)}이다. 이 경우, 단면 곡률
{\displaystyle K\colon \operatorname {Gr} (2,TM)\to \mathbb {R} }
은 2-그라스만 다발의 전체 공간 위의 실수 값 매끄러운 함수를 이룬다.

## 성질
리만 다양체 {\displaystyle (M,g)} 및 양의 실수 {\displaystyle \lambda }가 주어졌다고 하자. 그렇다면, 리만 계량 {\displaystyle {\tilde {g}}=\lambda ^{2}g}에 대하여, {\displaystyle (M,{\tilde {g}})}의 {\displaystyle \sigma \in \operatorname {Gr} (2,T_{x}M)}에서의 단면 곡률 {\displaystyle \operatorname {sect} _{\tilde {g}}}는 다음과 같다.
{\displaystyle \operatorname {sect} _{\tilde {g}}(\sigma )=\lambda ^{-2}\operatorname {sect} _{g}(\sigma )}
즉, 단면 곡률의 단위는 리만 곡률과 마찬가지로 [길이]−2이다.

### 공간 형식
모든 단면 곡률이 일정한 완비 리만 다양체는 공간 형식(空間形式, 영어: space form)이라고 한다.
모든 연결 단일 연결 공간 형식은 다음 세 가지 가운데 하나이다.
- 쌍곡 공간 ({\displaystyle \operatorname {sect} <0})
- 초구 ({\displaystyle \operatorname {sect} >0})
- 유클리드 공간 ({\displaystyle \operatorname {sect} =0})

다시 말해, 모든 공간 형식은 쌍곡 공간 · 초구 · 유클리드 공간의 몫공간들의 분리합집합이다.
슈어 보조정리(영어: Schur’s lemma)에 따르면, 2차원이 아닌 리만 다양체에 대하여 다음 두 조건이 서로 동치이다.
- 공간 형식이다.
- 임의의 점 {\displaystyle x\in M} 및 임의의 {\displaystyle \sigma \in \operatorname {Gr} (2,T_{x}M)}에 대하여 {\displaystyle \operatorname {sect} (\sigma )=f(x)}가 되는 함수 {\displaystyle f\colon M\to \mathbb {R} }가 존재한다.

그러나 이는 2차원에서 성립하지 않는다. 2차원 이하에서 두 번째 조건은 자명하게 성립하지만, 공간 형식이 아닌 2차원 완비 리만 다양체가 존재한다. (1차원에서 이 정리는 자명하게 성립한다.)
슈어 보조정리의 증명은 다음과 같다. 편의상 지표 표기법을 사용하자. 두 번째 조건이 성립한다고 하면,
{\displaystyle R_{ijkl}=f(x)(g_{ik}g_{jl}-g_{il}g_{jk})}
가 된다. 그런데 이 경우 제2 비안키 항등식은 다음과 같이 된다.
{\displaystyle 0=R_{ijkl;m}+R_{ijlm;k}+R_{ijmk;l}\propto f_{;n}(\cdots )_{ijklm}{}^{n}}
괄호 {\displaystyle (\cdots )}에 속한 성분은 리만 계량 {\displaystyle g_{ij}}으로 구성되며, {\displaystyle \dim M\geq 3}일 경우 항상 0이 아니다. 따라서 {\displaystyle f_{;n}=0}이다.

### 단면 곡률이 하한을 갖는 다양체
완비 리만 다양체 {\displaystyle M} 위의, 측지선으로 구성된, 꼭짓점이 {\displaystyle x,y,z\in M}인 삼각형 {\displaystyle \triangle xyz}를 생각하자. 또한, 다음 조건들이 성립한다고 하자.
- {\displaystyle M}의 모든 단면 곡률이 하한 {\displaystyle K\geq \delta }를 만족시킨다.
- {\displaystyle {\overline {xy}}}는 {\displaystyle x,y} 사이의 최단 측지선이다.
- 만약 {\displaystyle \delta >0}일 경우, {\displaystyle {\overline {xy}}}의 길이 {\displaystyle d_{M}(x,y)}는 {\displaystyle \pi /{\sqrt {\delta }}} 미만이다.

{\displaystyle M'}이 단면 곡률이 {\displaystyle \delta }인 부피 형식이라고 하고, {\displaystyle \triangle x'y'z'}이 {\displaystyle M'} 속의 측지선으로 구성된 삼각형이라고 하자. 또한, 다음 조건들이 성립한다고 하자. (이는 삼각형의 SAS 합동 조건이다.)
- {\displaystyle d_{M'}(x',y')=d_{M}(x,y)}
- {\displaystyle d_{M'}(x',z')=d_{M}(x,z)}
- {\displaystyle \angle zxy=\langle z'x'y'}

그렇다면, 토포고노프 정리(영어: Topogonov theorem)에 따르면 다음이 성립한다.
{\displaystyle d(y,z)\leq d(y',z')}
그로우에-피터슨 유한성 정리(영어: Grove–Petersen finiteness theorem)에 따르면, 임의의 차원 {\displaystyle n}, 실수 {\displaystyle C\in \mathbb {R} } 및 {\displaystyle D,V\in \mathbb {R} ^{+}}에 대하여, 다음 세 조건을 만족시키는 리만 다양체들의 호모토피 유형들의 수는 유한하다.
- 단면 곡률이 {\displaystyle \operatorname {sect} \geq C}이다.
- 지름이 {\displaystyle D} 이하이다.
- 부피가 {\displaystyle V} 이상이다.

이는 카르스텐 그로우에(덴마크어: Karsten Grove)와 피터 피터슨(영어: Peter Petersen)이 증명하였다.

### 단면 곡률이 유계인 다양체
치거 유한성 정리(영어: Cheeger finiteness theorem)에 따르면, 임의의 자연수 {\displaystyle n} 및 상수 {\displaystyle C,D,V\in \mathbb {R} ^{+}}에 대하여, 콤팩트 {\displaystyle n}차원 리만 다양체 가운데
- 단면 곡률이 어디서나 {\displaystyle -C\leq \operatorname {sect} \leq C}
- 지름이 {\displaystyle D} 이하
- 부피가 {\displaystyle V} 이상

인 것들의 미분 동형류의 수는 유한하다.
매끄러운 다양체 {\displaystyle M}이 임의의 양의 실수 {\displaystyle \epsilon }에 대하여 다음 조건을 만족시키는 리만 계량 {\displaystyle g_{\epsilon }}을 갖는다면, {\displaystyle M}을 거의 평탄 다양체(영어: almost flat manifold)라고 한다.
- 모든 단면 곡률이 {\displaystyle -\epsilon <\operatorname {sect} <\epsilon }이다.
- 지름이 1 이하이다.

그로모프 거의 평탄 다양체 정리(영어: Gromov’s theorem on almost flat manifold)에 따르면, 임의의 차원 {\displaystyle n}에 대하여 다음 조건을 만족시키는 양의 실수 {\displaystyle \epsilon _{n}\in \mathbb {R} ^{+}}가 존재한다.
- 임의의 {\displaystyle n}차원 리만 다양체 {\displaystyle M}에 대하여, 만약 {\displaystyle M}의 모든 단면 곡률이 {\displaystyle -\epsilon _{n}\leq \operatorname {sect} \leq \epsilon _{n}}이라면, {\displaystyle M}은 거의 평탄 다양체이다.

그로모프-루 정리(영어: Gromov–Ruh theorem)에 따르면, 임의의 리만 다양체에 대하여 다음 두 조건이 서로 동치이다.
- 거의 평탄 다양체이다.
- {\displaystyle M\cong N/\Gamma }인 리 군 {\displaystyle N} 및 이산군 {\displaystyle \Gamma }가 존재하며, 이는 다음 조건들을 만족시킨다.
  - {\displaystyle N}은 단일 연결 멱영 리 군이다.
  - {\displaystyle F\leq \operatorname {Aut} (N)}은 유한군이다.
  - {\displaystyle \Gamma \leq N\rtimes F}는 이산군이며, {\displaystyle N} 위에 자유롭게 작용한다.

특히, 어떤 영다양체(영어: nilmanifold) {\displaystyle {\tilde {M}}}에 의한 유한 겹 피복 공간 {\displaystyle {\tilde {M}}\twoheadrightarrow M}이 존재한다.
연결 단일 연결 완비 리만 다양체 {\displaystyle M}이 다음 조건을 만족시킨다고 하자.
- {\displaystyle M}의 모든 단면 곡률은 {\displaystyle 1<\operatorname {sect} \leq 4}를 만족시킨다.

그렇다면, 초구 정리(超球定理, 영어: sphere theorem)에 따르면 {\displaystyle M}은 같은 차원의 초구와 미분 동형이다. (미분 동형인 것을 증명하는 것은 위상 동형인 것을 증명하는 것보다 더 어렵다.) 초구 정리는 구간을 {\displaystyle (1,4]}에서 {\displaystyle [1,4]}로 약화시키면 성립하지 않는다. 예를 들어, 푸비니-슈투디 계량을 준 복소수 사영 공간의 단면 곡률은 {\displaystyle 1\leq \operatorname {sect} \leq 4}이지만, 초구와 미분 동형을 갖지 않는다.

### 단면 곡률이 0 이하인 다양체
카르탕-아다마르 정리(영어: Cartan–Hadamard theorem)에 따르면, 다음이 성립한다. 연결 단일 연결 완비 리만 다양체 {\displaystyle M}의 모든 단면 곡률이 {\displaystyle K\leq 0}이라면, {\displaystyle M}은 유클리드 공간과 미분 동형이다. 따라서, 단면 곡률이 0 이하인 완비 리만 다양체의 구조는 그 기본군에 의하여 완전히 결정되며, 이러한 다양체의 기본군에 대해서는 프라이스만 정리(영어: Preissmann’s theorem)라는 정리가 존재한다.
콤팩트 리만 다양체 {\displaystyle M}의 모든 단면 곡률이 {\displaystyle \operatorname {sect} <0}이라면, {\displaystyle M} 위의 측지선 흐름은 에르고딕하다. (물론, 원환면의 경우 {\displaystyle \operatorname {sect} =0}이지만 이는 성립하지 않는다.)
모든 단면 곡률이 {\displaystyle \operatorname {sect} \leq \kappa }가 되는 완비 리만 다양체 {\displaystyle M}은 CAT(κ) 공간을 이룬다. 특히, 만약 {\displaystyle \operatorname {sect} \leq \kappa <0}이라면, 그 기본군 {\displaystyle \pi _{1}(M)}은 그로모프 쌍곡군(영어: Gromov hyperbolic group)을 이룬다.

### 단면 곡률이 0 초과인 비콤팩트 다양체
연결 비콤팩트 완비 리만 다양체 {\displaystyle M}의 단면 곡률이 모든 곳에서 0 이상이라고 하자. 영혼 정리(靈魂定理, 영어: soul theorem)에 따르면, 다음 조건을 만족시키는 부분 다양체 {\displaystyle S\subset M}가 존재한다.
- {\displaystyle S}는 콤팩트 공간이다.
- (완전 측지성 영어: completely geodesic) {\displaystyle S} 속의 모든 측지선은 {\displaystyle M} 속의 측지선을 이룬다.
- (완전 볼록성 영어: completely convex) 임의의 {\displaystyle x,y\in S}에 대하여, {\displaystyle x}와 {\displaystyle y}를 잇는 모든 측지선은 {\displaystyle S}에 속한다.
- {\displaystyle M}은 {\displaystyle S}의 법다발의 전체 공간과 미분 동형이다.

이러한 {\displaystyle S}를 {\displaystyle M}의 영혼(靈魂, 영어: soul)이라고 한다.
따라서, 양의 단면 곡률의 완비 리만 다양체의 분류는 콤팩트한 경우의 분류로 귀결된다.
또한, 영혼 추측(영어: soul conjecture)에 따르면, 연결 비콤팩트 완비 리만 다양체 {\displaystyle M}의 단면 곡률이 모든 곳에서 0 이상이며, 또한 모든 방향으로의 단면 곡률이 양수인 점 {\displaystyle x\in M}이 존재한다면,  {\displaystyle M}의 영혼은 한원소 공간이다. 즉, {\displaystyle M}은 유클리드 공간과 미분 동형이다. (이름과 달리, 이는 현재 증명된 정리이다.)

### 단면 곡률이 0 초과인 콤팩트 다양체
단면 곡률이 어디서나 0 초과인 {\displaystyle n}차원 연결 콤팩트 리만 다양체 {\displaystyle M}에 대하여, 다음이 성립한다.
- (싱 정리 영어: Synge’s theorem) {\displaystyle M}은 홀수 차원 가향 다양체이거나, 짝수 차원 단일 연결 가향 다양체이거나, 기본군이 2차 순환군 {\displaystyle \operatorname {Cyc} (2)}인 짝수 차원 비가향 다양체이다.
- (마이어스 정리 영어: Myers’ theorem) 만약 {\displaystyle M}의 단면 곡률의 최솟값이 {\displaystyle \kappa }라면, {\displaystyle \operatorname {diam} M\leq \pi /{\sqrt {\kappa /(n-1)}}}이다.

그로모프 베티 수 정리(영어: Gromov’s theorem on Betti numbers)에 따르면, 임의의 차원 {\displaystyle n}에 대하여, 다음 조건을 만족시키는 양의 정수 {\displaystyle C(n)\in \mathbb {Z} ^{+}}가 존재한다.
- 단면 곡률이 어디서나 0 초과인 임의의 연결 콤팩트 {\displaystyle n}차원 다양체 {\displaystyle M}에 대하여, {\displaystyle M}의 베티 수들의 합은 {\displaystyle C(n)} 이하이다.
{\displaystyle \sum _{i=0}^{n}b_{n}(M)\leq C(n)}

이러한 다양체의 알려진 예는 드물다.

## 역사

### 19세기
슈어 보조정리는 독일의 수학자 프리드리히 하인리히 슈어(독일어: Friedrich Heinrich Schur, 1856~1932)가 증명하였다.:183, Lemma 11.22
카르탕-아다마르 정리는 한스 카를 프리드리히 폰 망골트(독일어: Hans Carl Friedrich von Mangoldt, 1854~1925)가 곡면에 대하여 1881년에 증명하였고, 1898년에 자크 아다마르가 같은 정리를 독자적으로 증명하였다. 이후 엘리 카르탕이 1928년에 이를 임의의 차원의 리만 다양체에 대하여 일반화하였다.

### 20세기 초
싱 정리는 아일랜드의 수학자 존 라이턴 싱(영어: John Lighton Synge, IPA: [dʒɒn laɪtən sɪŋ], 1897~1995)이 1936년에 증명하였다.
마이어스 정리는 미국의 수학자 섬너 바이런 마이어스(영어: Sumner Byron Myers, 1910~1955)가 1941년에 증명하였다.

### 20세기 후반 ~ 21세기
토포고노프 정리는 러시아의 수학자 빅토르 안드레예비치 토포노고프(러시아어: Ви́ктор Андре́евич Топоно́гов, 1930~2004)가 증명하였다.
영혼 정리는 1972년에 제프 치거와 데틀레프 그로몰(독일어: Detlef Gromoll)이 증명하였으며, 같은 논문에서 영혼 추측을 추측하였다. 그리고리 페렐만은 1994년에 영혼 추측을 13쪽 밖에 되지 않는 짧은 논문으로 간단히 증명하였다.
미분 동형에 대한 초구 정리는 2007년에 지몬 브렌들레(독일어: Simon Brendle)와 리처드 숀(영어: Richard Schoen)이 증명하였다.

## 같이 보기
- 리만 곡률 텐서
- 리치 곡률 텐서
- 스칼라 곡률